# Buôn Ma Thuột
Buôn Ma Thuột là một phường thuộc tỉnh Đắk Lắk, Việt Nam được thành lập vào ngày 16 tháng 6 năm 2025.

## Lịch sử
Ngày 16 tháng 6 năm 2025, Ủy ban Thường vụ Quốc hội ban hành Nghị quyết số 1660/NQ-UBTVQH15 về việc sắp xếp các đơn vị hành chính cấp xã của tỉnh Đắk Lắk năm 2025 (nghị quyết có hiệu lực ngày thông qua). Theo đó, hợp nhất các phường Thành Công, Tân Tiến, Tân Thành, Tự An, Tân Lợi và xã Cư Êbur thành phường Buôn Ma Thuột.